# Wilhelm Gottlieb Hankel
Wilhelm Gottlieb Hankel (Ermsleben, 17 de maio de 1814 — Leipzig, 17 de fevereiro de 1899) foi um físico alemão.
Obteve um doutorado em 1839 na Universidade de Halle-Wittenberg, com a tese De thermoelectricitate crystallorum, orientado por Johann Schweigger.